# Nafs
Nafs (نفس, DMG nafs ‚Seele‘) ist ein arabischer Begriff, der schon im Koran vorkommt und für die Person oder das Selbst steht, aber auch die Bedeutung von Seele hat. Eine besondere Ausarbeitung hat die Idee der Nafs im Sufismus erfahren. Nafs ist ein Kognat des hebräischen Wortes „Nefesch“ נפש. Ein verwandtes Wort im Arabischen ist nafas („Atem“). Das Wort nafs tritt 276 Mal im Koran auf.

## Koranische Verwendung
Das Wort nafs kommt zusammen mit seinen Pluralformen anfus und nufūs in der Bedeutung von „Seele“ im Koran sehr häufig vor. Der Koran erwähnt drei Arten von Seelen: erstens die Seele, die nachdrücklich das Böse gebietet (an-nafs al-ammara: Sure 12:53), zweitens die Seele, die sich reumütig selbst tadelt (an-nafs al-lawwāma: Sure 75:2), und damit die Umkehr oder das Streben nach mehr Vollkommenheit signalisiert, und drittens die Seele, die Ruhe gefunden hat (an-nafs al-muṭmaʾinna: Sure 89:27-28). Sie ist zufrieden und wird vom Wohlgefallen ihres Herrn begleitet. Wenn in Sure 6:93 die Engel am Tag des Gerichts ihre Hände nach den Frevlern ausstrecken, die in den Abgründen des Todes schweben, rufen sie ihnen zu: „Gebt Eure Seelen heraus“ (aḫriǧū anfusa-kum). In Sure 39:70 heißt es: „Und jeder Seele (kullu nafs) wird voll zurückerstattet, was sie (im Erdenleben) getan hat.“
In anderen Fällen, insbesondere dann, wenn es mit einem suffigierten Personalpronomen verbunden ist, kann das Wort Nafs die Bedeutung von „selbst“, „eigene Person“ oder „Inneres“ annehmen. So wird zum Beispiel in Sure 3:61 der Prophet aufgefordert, zu sagen: „Wir wollen unsere und eure Söhne, unsere und eure Frauen und uns und euch selber (anfusa-nā wa-anfusa-kum) zusammenrufen.“ In Sure 5:116 spricht Jesus zu Gott: „Du weißt, was in meinem Inneren (fī nafsī) ist, ich aber weiß nicht, was in deinem Inneren (fī nafsi-ka) ist.“

## Die Sufi-Lehre von der Seele
Wie in vielen Sprachen ist auch in diesem Fall der Begriff „Seele“ mehrdeutig, er umschließt moralisch höhere sowie niedrigere Eigenschaften wie Hass, Gier usw. Nun sollen aber die niederen Eigenschaften eines Menschen nicht abgetötet, sondern kanalisiert werden, um auf dem Weg zu Gott dienen zu können. Dies wird beispielsweise deutlich in einer Geschichte über den Propheten Mohammed, der einmal gesagt haben soll, dass sein schaitan (arabisch: شيطان, DMG Šayṭān), der hier verwendete Ausdruck für die nafs, ein Muslim geworden sei. Somit waren also alle seine niederen Triebe und Eigenschaften in nützliche Werkzeuge umgewandelt worden, die für den Dienst Gottes notwendig sind.
Vor allem innerhalb des Sufismus entstand eine reiche Literatur über dieses Thema, und es wurden verschiedene Einteilungen der nafs beschrieben, an denen man den Entwicklungsstand eines Gottessuchenden definieren kann. Diese Lehre hat auch Denker außerhalb des Islam beeinflusst. Das ethische Werk Pflichten der Herzen des jüdischen Philosophen Bachja ibn Pakuda, der im 11. Jahrhundert im muslimischen Spanien lebte, folgt in seinem Aufbau der Sufi-Lehre von der aufsteigenden Seele.
Die bekannte Mystikerin Rābiʿa al-ʿAdawiyya al-Qaisiyya soll einmal gefragt haben: „Wer wird uns zum Geliebten (= Gott) führen?“ Ihr Diener antwortete ihr: „Unser Geliebter ist stets mit uns, aber diese Welt schneidet uns von ihm ab.“
Die Sufi-Interpretationen von Koranstellen sind jedoch umstritten und stehen denen der meisten orthodoxen Muslime entgegen. Die im Folgenden dargestellte Lehre von der Seele beruht im Wesentlichen auf der Interpretation der Sufis.

### Mudschāhadat an-nafs
Ein wichtiges Konzept innerhalb der Sufik ist der „Kampf mit dem eigenen Selbst“ (Mudschāhadat an-nafs). Er wird auf die folgende Koranstelle gestützt:

„Diejenigen Gläubigen, die daheim bleiben (statt in den Krieg zu ziehen) – abgesehen von denen, die eine (körperliche) Schädigung (als Entschuldigungsgrund vorzuweisen) haben –, sind nicht denen gleich(zusetzen), die mit ihrem Vermögen und mit ihrer eigenen Person (anfusihim) um Allahs willen Krieg führen. Allah hat diejenigen, die mit ihrem Vermögen und mit ihrer eigenen Person kämpfen, gegenüber denjenigen, die daheim bleiben, um eine Stufe höher bewertet. Aber einem jeden (Gläubigen, ob er daheim bleibt oder Krieg führt) hat Allah das Allerbeste (al-husnaa) versprochen. Doch hat Allah die Kriegführenden gegenüber denen, die daheim bleiben, mit gewaltigem Lohn ausgezeichnet.“

„Mit ihrer eigenen Person“ heißt an dieser Stelle auf Arabisch anfusihim, wörtlich ‚sie selbst‘ oder ‚ihre Seelen‘. Der Sufi al-Ghazālī († 1111) interpretiert diese Stelle nun so, dass hier der Kampf gegen die eigenen Seelen gemeint sei, und begründet damit den „großen Dschihad“, den Kampf gegen das niedere Selbst. Ein früher Vertreter dieses Konzeptes Mudschāhadat an-nafs war der syrische Asket Abū Sulaimān ad-Dārānī (st. ca. 850).

### Die verschiedenen Eigenschaften der Seele

#### an-Nafs al-Ammāra
an-nafs al-ammara ist die Seele, die zum Übel aneifert (genauer an-nafs al-ammara bi's-su) und wird meist mit das niedere Selbst, das bestimmende Selbst oder das tyrannische Ego übersetzt. Diese Stufe gilt als ein Ausgangspunkt auf dem Weg zu Gott, und auf dieser Stufe befinden sich nach der Lehre der Sufis alle Menschen, die nicht oder nicht ernsthaft nach den Gesetzen Gottes leben und handeln; Menschen, die in den Augen der Sufis der dunya („Welt“) verhaftet sind.
Das niedere Selbst versucht, den Menschen zu beherrschen und dessen Gedanken und Taten zu kontrollieren. Die Sufis sagen, dass ein Mensch, der unter dem Einfluss der nafs al-ammara steht, den Befehlen dieses niederen Selbst mehr gehorcht, als den Befehlen Gottes. Es heißt, das niedere Selbst wird sich niemals den Geboten Gottes unterwerfen.
Laut der sufischen Tradition ist eine Person, die sich auf dieser Stufe befindet, „schlimmer als ein Tier“, denn Tiere gehorchen wenigstens aufgrund ihrer natürlichen Instinkte gewissermaßen den Befehlen ihres Schöpfers und handeln nicht aufgrund von Motiven, die von Macht, Habsucht, Egoismus, Habgier, Arroganz oder Stolz geprägt sind.
Im Koran wird an-nafs al-ammara in Sure 12 Vers 53 erwähnt:
وَمَآ أُبَرِّئُ نَفۡسِىٓ إِنَّ ٱلنَّفۡسَ لَأَمَّارَةُۢ بِٱلسُّوٓءِ إِلَّا مَا رَحِمَ رَبِّىٓ
„Und ich erachte mich selbst nicht frei von Schwäche; denn die Seele gebietet oft Böses, die allein ausgenommen, deren mein Herr Sich erbarmt. Fürwahr, mein Herr ist allverzeihend, barmherzig.“

#### an-Nafs al-Lawwāma
an-nafs al-lawwama ist das tadelnde Ich. Dies entspricht etwa dem menschlichen Gewissen, das über die Handlungen des Menschen wacht und kontrolliert.
Auf dieser Stufe beginnt der Mensch zu verstehen, welche Auswirkungen seine durch die niederen Triebe bestimmten Handlungen auf die Umwelt und die Mitmenschen haben. Trotzdem hat der Mensch auf dieser Stufe noch nicht die Möglichkeit, sich seinem tyrannischen Ego zu entziehen. Vielmehr gerät man in einen Kreislauf, in dem man sein schlechtes Verhalten bereut, um kurz darauf wieder von dem niederen Ich bestimmt zu werden, anschließend zeigt man erneut Reue usw.
Im Koran wird an-nafs al-lawwama in Sure 75 Vers 1-2 erwähnt:
لَآ أُقۡسِمُ بِيَوۡمِ ٱلۡقِيَـٰمَةِ (١) وَلَآ أُقۡسِمُ بِٱلنَّفۡسِ ٱللَّوَّامَةِ
„Nein! Ich schwöre beim Tag der Auferstehung; (1) und (abermals) nein! Ich schwöre bei jeder reumütigen Seele“

#### an-Nafs al-Mulhima
an-nafs al-mulhima ist das inspirierte Ich. Auf dieser Stufe beginnt der Suchende, wirkliche Zufriedenheit und Gefallen im Gebet (arabisch salat) und meditativen bzw. spirituellen Übungen (dhikr) zu finden. Der Sufi erfährt auf dieser Stufe die erste Ahnung davon, was Religion und Spiritualität bedeuten, wovon er bisher nur in der „Theorie“ gehört hat. Man sagt auch, dass der Mensch durch die inspirierte Seele wirkliche Liebe zu Gott und den Mitmenschen zu fühlen beginnt.
Die Mystiker sagen auch, dass diese Stufe der Anfang der wirklichen Praxis des Sufismus darstellt.

#### an-Nafs al-Mutma'inna
an-nafs al-mutma'inna ist das zufriedene Ich bzw. das beruhigte Ich. Diese Stufe wird charakterisiert durch Vertrauen auf Gott, spirituelle Freude und Zufriedenheit. Wer die Stufe der zufriedenen Seele erreicht hat, ist vor größeren Attacken der niederen Seele gefeit. Der Gläubige ist hier frei von Achtlosigkeit, und der Kampf, den er während der ersten drei Stufen der nafs führte, ist im Großen und Ganzen vorüber.
Im Koran wird an-nafs al-mutma'inna in Sure 89 Vers 27-30 erwähnt:
يَـٰٓأَيَّتُہَا ٱلنَّفۡسُ ٱلۡمُطۡمَٮِٕنَّةُ (٢٧) ٱرۡجِعِىٓ إِلَىٰ رَبِّكِ رَاضِيَةً۬ مَّرۡضِيَّةً۬ (٢٨) فَٱدۡخُلِى فِى عِبَـٰدِى (٢٩) وَٱدۡخُلِى جَنَّتِى (٣٠)
O du ruhige Seele! (27) Kehre zurück zu deinem Herrn wohlzufrieden und mit (Allahs) Wohlwollen. (28) So schließ’ dich dem Kreis Meiner Diener an. (29) Und tritt ein in Mein Paradies. (30)

#### Andere Eigenschaften
- an-Nafs ar-Radiya ist das erfreute Ich. Diese Stufe weist zu den Merkmalen der vorgehenden noch zusätzlich auf, dass der Mensch auf der Suche nach Gott auch mit allen Schwierigkeiten, die ihm begegnen, zufrieden ist. Er erfreut sich gänzlich an der Schöpfung Gottes.
- an-Nafs al-mardiya ist das erfreuende Ich. Auf dieser Stufe ist der Mensch nicht mehr gespalten zwischen den materiellen Wünschen und der Sehnsucht nach Gott. Man erreicht vielmehr konstante innere Einheit und das Gefühl eines vollständigen Wesens. Ebenso erfährt man die Welt um sich herum als ein Ganzes. Die Sufis sagen, dass der Mensch auf dieser Stufe zu einem wahren menschlichen Wesen wird. Man erkennt hier, dass alle Macht allein von Gott ausgeht, und dass der Mensch für sich keinerlei Macht besitzt.
- an-Nafs as-Safiya ist das reine Ich. Diese Stufe wird nur von einigen wenigen Personen erreicht, zu denen laut der Lehre der Sufis ausschließlich die Propheten und die spirituell voll entwickelten Heiligen (Männer wie Frauen) zählen. Auf dieser Stufe ist im Menschen kein Ego mehr übrig, es existiert nur die Einheit mit Gott (tawhid). Solange also noch ein winziges Stückchen des Egos in einem Menschen übrig ist, ist dieser nach sufischer Lehre nicht in der Lage, die Stufe des reinen Ich zu erreichen.

## Belege
1. ↑  Adel Theodor Khoury: Der Koran. Übersetzt und kommentiert von Adel Theodor Khoury. Gütersloher Verlagshaus, Gütersloh 2007, ISBN 978-3-579-08023-9, S. 544.
2. ↑  Vgl. Josef van Ess: Theologie und Gesellschaft im 2. und 3. Jahrhundert der Hidschra. Eine Geschichte des religiösen Denkens im frühen Islam. 6 Bde. Berlin: De Gruyter 1991–1997. Bd. I, S. 143.